# 帕朗凯
帕朗凯（法語：Parranquet，法語發音：[paʁɑ̃kɛ]）是法国洛特-加龙省的一个市镇，位于该省北部偏东，属于洛特河畔新城区。

## 地理
帕朗凯（44°39'26"N, 0°48'48"E）面积9.62 平方千米，位于法国新阿基坦大区洛特-加龍省，该省份为法国西南部内陆省份，北起多爾多涅省，西接吉倫特省和朗德省，南至热尔省，东临塔恩-加龙省和洛特省。
与帕朗凯接壤的市镇（或旧市镇、城区）包括：图尔利亚克、圣马丹-德维勒雷阿勒、圣卡西安、韦尔德比龙、拉耶、戈雅克。

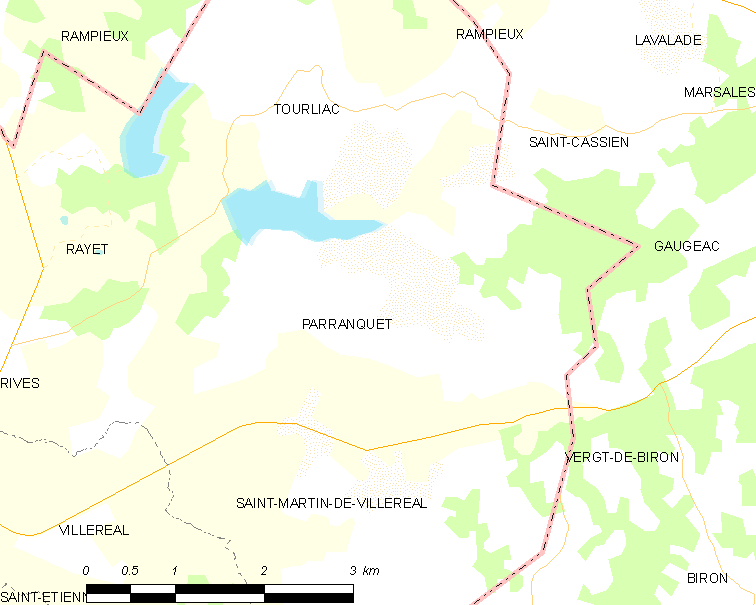
帕朗凯的OSM定位图

帕朗凯的时区为UTC+01:00、UTC+02:00（夏令时）。

## 行政
帕朗凯的邮政编码为47210，INSEE市镇编码为47200。

## 政治
帕朗凯所属的省级选区为上阿日奈-佩里戈尔县。

## 人口

1962-2008年间帕朗凯人口变化图示

帕朗凯于2022年1月1日时的人口数量为115人。